# Peter Suber

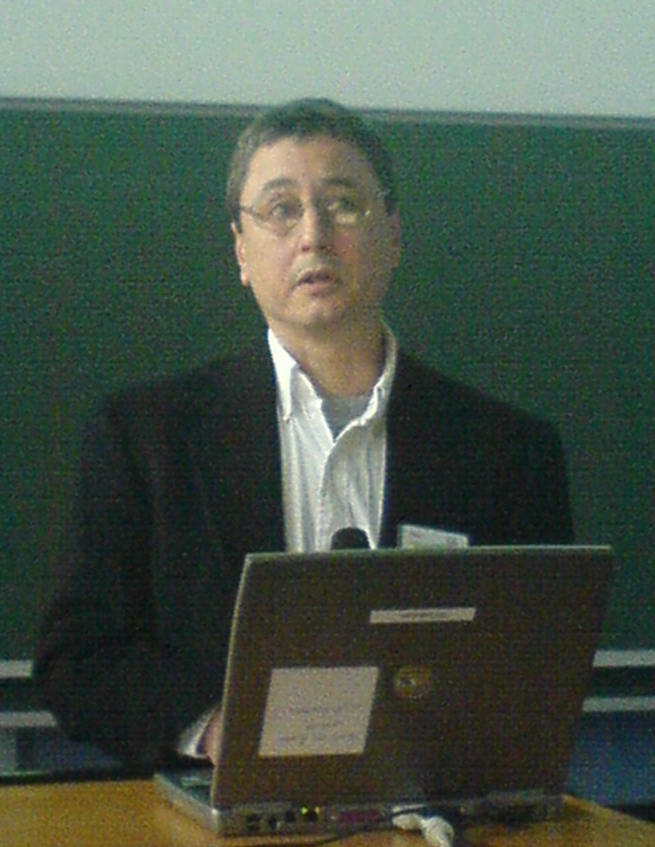
Peter Suber auf der Berlin-4-Tagung in Golm

Peter Suber (* 8. November 1951 in Evanston (Illinois), USA) ist Professor der Philosophie am Earlham College in Richmond, Indiana und einer der führenden Akteure der Open-Access-Bewegung. Er ist Direktor des Open-Access-Projekts Public Knowledge und Senior Forscher am Berkman Klein Center for Internet & Society der Harvard University. Außerdem ist er als Erfinder des Spiels Nomic bekannt.
Suber schloss das Earlham College im Jahr 1973 ab. Seinen Doktor in Philosophie erhielt er 1978 und einen JD 1982, beide von der Northwestern University. Von 1976 bis 1981 arbeitete er als Stand-up-Comedian, wobei er 1976 einen Auftritt in Johnny Carsons Tonight Show hatte.
Suber nahm 2001 an dem Meeting teil, das zu der ersten internationalen Open-Access-Initiative, der Budapest Open Access Initiative führte. Von 2002 bis 2010 schrieb er das Weblog Open Access News und seit 2001 den SPARC Open Access Newsletter (bis 2003 unter dem Namen Free Online Scholarship (FOS) Newsletter).
Suber ist verheiratet, hat zwei Kinder und lebt seit 2003 in Brooksville, Maine.

## Werke
- Open Access. MIT Press, Cambridge, MA, 2012. https://doi.org/10.7551/mitpress/9286.001.0001
- Knowledge Unbound.MIT Press, Cambridge, MA, 2016. online